# مطبوعیت (موسیقی)
|                               |  |                            |
| نیم‌پرده، یک فاصله نامطبوع خشن |  | اکتاو، یک فاصله مطبوع کامل |

در تئوری موسیقی، مطبوعیت، ملایمت، یا خوشایندی و متضاد آن‌ها، اصطلاحاتی هستند برای توصیف احساسی که از شنیدن دو نت به‌طور همزمان یا کنار هم حاصل می‌شود.

## تعریف
هر گاه نت‌های دوگانهٔ یک فاصله با هم به صدا در آیند، حاصل آن ممکن است به گوش انسان خوشایند باشد یا نباشد. این خوشایندی از عوامل فراوانی (همچون عادت، سنت، خوگرفتن به انواع موسیقی و غیر از آن) تأثیر می‌گیرد و در مناطق گوناگون جهان یکسان نبوده و در طول تاریخ نیز تغییر کرده‌است.

## تاریخچه و سبب‌شناسی
در موسیقی غربی، بحث در مورد خوشایندی فواصل موسیقی تنها از اواخر دوران باروک شروع شد. تا پیش از این دوران، تمرکز روی ملودی بود و به هارمونی و چندصدایی توجه چندانی نمی‌شد. از آن زمان نظریه‌های مختلفی در مورد علت‌های خوشایندی یا ناخوشایندی فواصل مطرح شده‌است و ترتیب‌های گوناگونی نیز برای آن‌ها (از خوشایندترین تا ناخوشایندترین) مطرح گردیده‌است. این تئوری‌ها عموماً به صداهای فرعی که همراه هر نت ایجاد می‌شود استناد می‌کنند.
بر اساس نظریه‌ای که توسط هرمان فون هلمهولتز فیزیک‌دان آلمانی در قرن نوزدهم میلادی ارائه شد، دو نت موسیقی دارای فاصلهٔ خوشایندتری هستند هر گاه صداهای فرعی‌شان زودتر برهم انطباق یابد. به همین جهت است که فاصلهٔ همصدا (یکم) دارای حداکثر خوشایندی است و فاصلهٔ هشتم (اکتاو) در مرتبهٔ پس از آن قرار دارد. با این حساب فاصلهٔ پنجم درست نیز در رتبهٔ بعدی قرار می‌گیرد و به همین جهت آکوردهایی که با استفاده از فاصلهٔ پنجم درست تشکیل بشوند مطبوع‌تر به گوش می‌رسند؛ به این گروه اصطلاحاً آکوردهای مطبوع یا آکوردهای کامل نیز گفته می‌شود.

## فواصل ملایم و ناملایم
| مطبوع کامل | مطبوع ناقص | نامطبوع ملایم | نامطبوع خشن |
| ---------- | ---------- | ------------- | ----------- |
| یکم درست   | سوم بزرگ   | هفتم کوچک     | دوم کوچک    |
| پنجم درست  | سوم کوچک   | دوم بزرگ      | هفتم بزرگ   |
| هشتم درست  | ششم بزرگ   | چهارم درست    |             |
|            | ششم کوچک   | چهارم افزوده  |             |
|            |            | پنجم کاسته    |             |

### موسیقی غربی
بر اساس تئوری موسیقی غربی، فاصله‌های ملایم به ترتیب خوشایندی (از ملایم‌ترین به سمت ناملایم‌تر) عبارتند از یکم، هشتم، پنجم، چهارم، ششم بزرگ و معکوس آن سوم کوچک، و سوم بزرگ و معکوس آن ششم کوچک. سه مورد این فهرست که فواصل «درست» هستند را «ملایم‌های کامل» نیز می‌نامند. فاصلهٔ چهارم درست به‌طور ویژه فاصلهٔ «خوشایند مشترک» نام داده می‌شود. اگر فاصلهٔ چهارم به همراه نت دیگری که در فاصلهٔ سوم یا پنجم با نت پایه است بیاید (مثلاً نت پایه، درجهٔ چهارم و درجهٔ پنجم، نظیر دو-فا-سل) این فاصلهٔ چهارم خوشایندتر خواهد شد.
فاصله‌های ناملایم نیز بر این اساس، از ناخوشایندترین تا کمتر ناخوشایند چنین برشمرده می‌شوند: هفتم بزرگ و معکوس آن دوم کوچک، هفتم کوچک و معکوس آن دوم بزرگ، و همهٔ فاصله‌های کاسته و افزوده. از این میان، فاصله‌های پنجم کاسته و چهارم افزوده را «ناملایم مجذوب» نیز می‌ماند.
نام‌های دیگری نیز برای برخی فواصل ذکر شده‌است، مثلاً فاصلهٔ پنجم درست و اکتاو را ملایم آشکار، فاصله‌های سوم و ششم بزرگ را ملایم نرم، فاصلهٔ دوم بزرگ و هفتم کوچک را «ناملایم خفیف»، فاصلهٔ دوم کوچک و هفتم بزرگ را «ناملایم شدید» یا «ناملایم خشن» و چهارم افزوده و پنجم کاسته را گاه «خنثی» یا «بی‌قرار» نام داده‌اند.
در مورد فواصل ترکیبی، این طبقه‌بندی پیچیده‌تر می‌شود. برای مثال فاصلهٔ نهم کوچک (که ترکیبی از اکتاو + دوم کوچک است) از فاصلهٔ چهاردهم بزرگ (که ترکیب اکتاو + هفتم بزرگ است) ناملایم‌تر دانسته می‌شود. به‌طور کلی هرگاه فاصله‌ها از یک تا اکتاو بزرگتر شوند، هر چه بزرگتر شوند از نامطبوع بودنشان کاسته می‌شود. همچنین اگر در یک فاصلهٔ ترکیبی نت سومی میان دو نت تشکیل‌دهندهٔ آن‌ها نواخته شود می‌تواند از ناخوشایندی آن‌ها کم کند.

### موسیقی شرقی
در موسیقی خاور نزدیک، شامل موسیقی سنتی ایران، موسیقی عربی و نظیر آن، فواصل به دو دستهٔ ملایم و ناملایم تقسیم نمی‌شوند بلکه بر حسب شدت ملایمت مرتبط می‌شوند. این شدت نیز بر اساس نسبت بسامد فواصل است، یعنی فواصل اصلی به ترتیب از ملایم‌تر به ناملایم‌تر عبارتند از ۲:۱ (اکتاو)، ۳:۲ (پنجم درست)، ۴:۳ (چهارم درست)، ۵:۴، ۶:۵، ۷:۶، ۸:۷، ۹:۸ (دوم بزرگ) و الی آخر.

## تهیه و حل

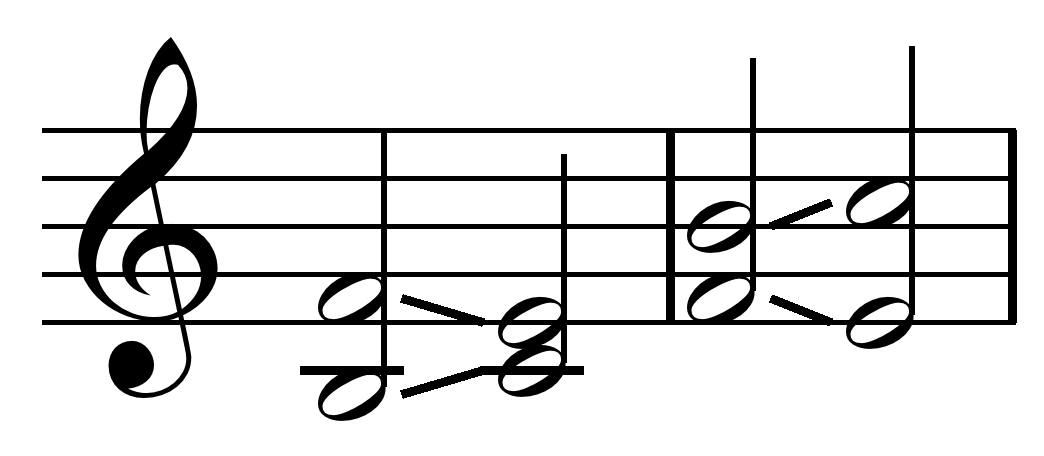
مثال از حل فاصله نامطبوع به مطبوع

مطابق قواعد هارمونی موسیقی کلاسیک، فاصله‌های نامطبوع باید به یک فاصلهٔ مطبوع حل شوند. در این قواعد برداشت‌های مختلفی از مطبوعیت در وصل آکوردها وجود دارد. به عنوان مثال فاصله «چهارم درست» که فاصله‌ای نسبتاً مطبوع است، وقتی در بخش بم قرار می‌گیرد، فاصله‌ای نامطبوع شناخته شده و باید به یک فاصله که مطبوع و خوشایند است حل شود. شیوه وصل بدین صورت است که فاصله نامطبوع از یک فاصله خوشایند تهیه و به صورت حرکت پیوسته یکی از نت‌ها یا هر دو نت به یک فاصله خوشایند دیگر به صورت پیوسته حل می‌شود.
به‌طور کلی در وصل آکوردهای مطبوع و نامطبوع به یکدیگر، باید از حرکت پیوسته و کوتاه‌ترین فاصله ممکن نسبت به امکانات آکورد قبلی و بعدی استفاده کرد. آنتوان بروکنر این روش را «قانون کوتاه‌ترین راه» و آرنولد شوئنبرگ آن را با الهام از هندسه «قانون حمار» نامیده‌است.

## یادداشت
1. ↑  فرهنگستان زبان و ادب فارسی برای کنسنانس (به فرانسوی: consonance) لفظ «ملایمت»، و برای کنسنانت (به فرانسوی: consonant) و دیسونانت (به فرانسوی: dissonant) به ترتیب «ملایم» و «ناملایم» را پیشنهاد کرده‌است. در متون فارسی معاصر هم این ترجمه‌ها رواج دارند اگر چه هم‌خانواده‌های «مطبوع» و «خوشایند» نیز رایج هستند.
2. ↑  consonant chords
3. ↑  perfect chords
4. ↑  perfect
5. ↑  perfect consonants
6. ↑  common consonant
7. ↑  attracted dissonant
8. ↑  open consonant
9. ↑  soft consonant
10. ↑  mild dissonant
11. ↑  sharp dissonant
12. ↑  strong dissonant
13. ↑  neutral
14. ↑  restless